# De Dion-Bouton Type ES
Der De Dion-Bouton Type ES ist ein Pkw-Modell aus den 1910er Jahren. Er gehört zur Baureihe der V8-Modelle des französischen Herstellers De Dion-Bouton.

## Beschreibung
Die Zulassung durch die nationale Zulassungsbehörde erfolgte am 30. Dezember 1913. Vorgänger waren der Type EC und der Type ED.
Der V8-Motor hat 75 mm Bohrung, 130 mm Hub und 4595 cm³ Hubraum. Er war damals in Frankreich mit 20/30 Cheval fiscal (Steuer-PS) eingestuft. Er ist vorne im Fahrgestell montiert und treibt über ein Vierganggetriebe und eine Kardanwelle die Hinterräder an. Die Hinterachse ist eine De-Dion-Achse.
Die Basis bildet ein Pressstahlrahmen. Der Radstand beträgt 3418 mm und die Spurweite 1400 mm. Eine Fahrzeuglänge von 4660 mm ist bekannt.
Bekannt sind Aufbauten als Limousine und Landaulet.
Das Modell wurde bis 1914 angeboten. Nachfolger wurde der Type FB.
Der zeitgleich angebotene Type ER hat eine andere Art der Kraftübertragung zur Hinterachse.